# Апологія Ауґзбурзького віросповідання
Апологія Аугсбурзького сповідання (лат. Apologia Confessionis Augustanae, нім. Apologie der Confessio Augustana) була написана Філіппом Меланхтоном під час і після Аугсбурзького рейхстагу 1530 року як відповідь на складене за дорученням імператора Карла V Папське спростування Аугсбурзького сповідання — офіційну римо-католицьку відповідь на лютеранське Аугсбурзьке сповідання від 25 червня 1530 р. Метою Апології був захист постулатів Аугсбурзького сповідання і заперечення тез Спростування. Апологія була підписана як визнання віри провідними лютеранськими магнатами та духовенством на засіданні Шмалькальденського союзу в лютому 1537 р., а згодом включена до німецької [1580] та латинської [1584] версій Книги злагоди. Будучи найдовшим документом у Книзі злагоди, Апологія містить найбільш детальну лютеранську відповідь тогочасному римо-католицизму, а також докладний виклад учення про Виправдання.

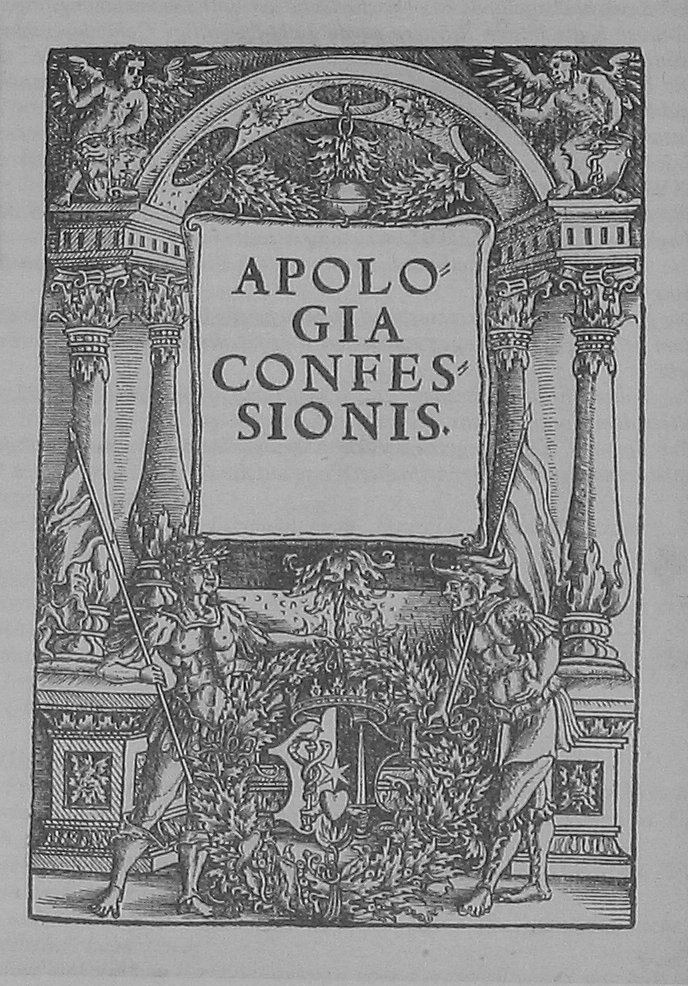
Титульна сторінка латинського видання (1531)

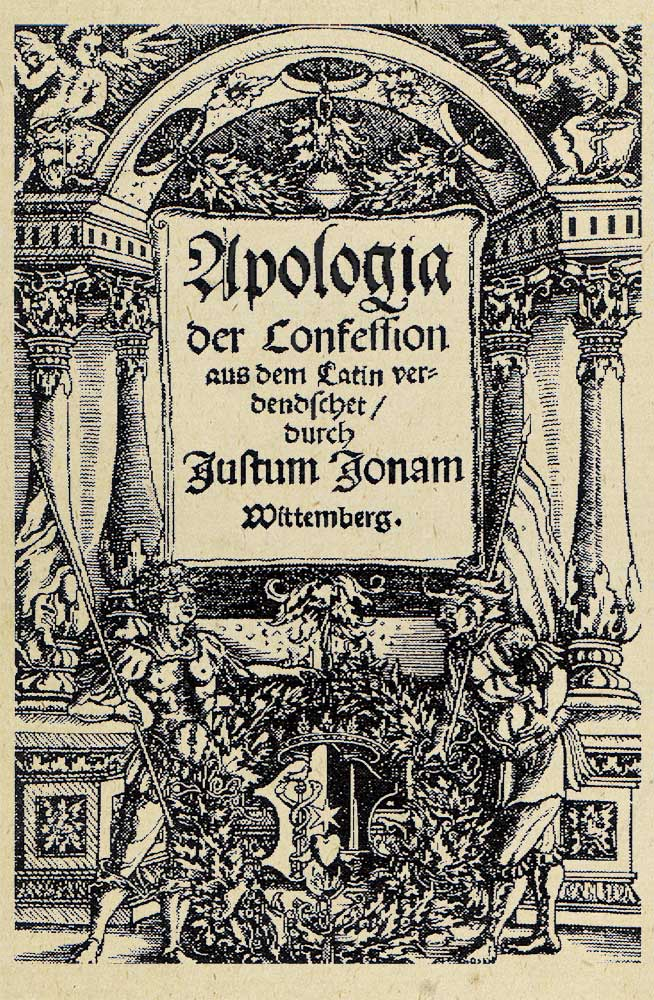
Титульна сторінка німецького перекладу Юстуса Йонаса

## Історичний контекст
22 липня 1530 р. імператор Карл V затвердив остаточний текст Спростування, який 3 серпня був зачитаний на Аугсбурзькому рейхстазі в тій самій кімнаті, де 25 червня було проголошене Аугсбурзьке сповідання. Імператор заявив, що «це його віра», і вимагав, щоб її прийняли всі присутні на зібранні. Прихильники Мартіна Лютера розцінили слова володаря як загрозу застосування військової сили.
Зміст Спростування викликав у євангеліків відвертий спротив, тому вони вирішили негайно підготувати відповідь. За це завдання, заохочений Лютером, взявся Філіпп Меланхтон, автор Аугсбурзького сповідання. Однак підготувати відповідь було непросто. Умови передачі тексту Спростування були неприйнятними для лютеранської сторони, а сам Меланхтон не був присутній під час його проголошення. Отже, не маючи оригінального документу, Меланхтону довелося покладатися на нотатки, які зробили учасники рейхстагу, зокрема його друг із Нюрнберга Йоахім Камеріус. 18 серпня богослов отримав проєкт відповіді, підготовлений Андреасом Осіандром, але малоймовірно, що він ним скористався. Спочатку Меланхтон працював самостійно, оскільки переговори між лютеранською та католицькою сторонами все ще тривали. Проте, коли надія на мирне вирішення суперечки розвіялась, 29 серпня лютеранські князі та духовенство офіційно вирішили підготувати відповідь на Спростування. Всупереч поширеній думці, наказ був відданий не лише Меланхтону, у передмові до Апології він пише: «Однак вони наказали мені і ще декому підготувати Апологію віросповідання». Однак співавтори, крім Ґреґора Брюка, невідомі.
До 20 вересня Меланхтон закінчив першу версію Апології, яку він спочатку назвав «Відмова від звинувачень Спростування», а згодом цей текст отримав назву Prima delineatio Apologiae (Перший нарис захисту). Тим часом 22 вересня з'явився проєкт остаточного імператорського указу про закриття рейхстагу, який включав заяву про спростування євангельського віровизнання на основі Святого Письма. Євангелікам давали час до 15 квітня 1531 року обміркувати, чи хочуть вони об'єднатися з християнською церквою, Святим Отцем та Його Величністю. У цей період вони не повинні були видавати жодних реформаційних публікацій і не впроваджувати жодних церковних реформ. Канцлер Ґреґор Брюк здійняв протест і представив проєкт Апології. Німецькому королю Фердинанду I передали текст Апології, але той відмовився його розглядати і повернув назад від імені імператора; на думку спостерігачів, імператор погодився на це під наполяганням Фердинанда.
Відмова прийняти Апологію була розцінена як зрив переговорів. 23 вересня курфюрст Саксонії Йоганн Непохитний виїхав з Аугсбурга, а до 19 листопада, коли був ухвалений остаточний текст указу, усі представники протестантських станів залишили місто. За їх відсутності, указ затвердили у варіанті, значно суворішому за початковий, зокрема, тепер він містив вимогу виконати Вормський едикт і прийняти всі догмати та звичаї, відкинуті раніше євангеліками, підтверджуючи таким чином визнання тез Спростування та відмову від віровчення на основі Святого Письма.
Оскільки незабаром після закінчення сейму Меланхтон зобов'язався заново відредагувати Апологію, перший його нарис довгий час залишався невідомим — його опублікував лише Давид Хітреус у 1578 році. Спочатку Меланхтон, як він сам пише в передмові, хотів внести лише незначні виправлення. Але невдовзі він нарешті отримав текст Спростування, його, ймовірно, надіслали з Нюрнберга — делегатам із цього міста передали текст 28 серпня. У середини квітня 1531 р. була готова нова версія Апології з більш твердою аргументацією. Незабаром був опублікований латинський текст як Аугсбурзького сповідання, так і його захисту.
Німецький переклад Апології був опублікований за півроку, хоча його створення передбачалося з самого початку. Переклад здійснив Юстус Йонас. Латинський текст був переданий не буквально, а з деякими коректурами, які, тим не менше, слід приписувати не стільки Йонасу, скільки самому Меланхтонові, котрий допомагав у роботі над перекладом. Новий текст отримав широке визнання (хоча Лютер мав свої коментарі, тож планував написати власну німецьку апологію), і в квітні 1532 р. був прийнятий протестантськими станами на конгресі в Швайнфурті (хоча Меланхтон також пізніше вніс виправлення, як потім зробив і з текстом Аугсбурзького сповідання). У подальшому прийняття тез Апології вважалося однією з умов приєднання до Шмалькальденського союзу.

## Структура і характеристика
Структурно Апологія Аугсбурзького сповідання є відображенням оригінального Аугсбурзького сповідання та його Спростування, на зміст якого постійно посилається Апологія. Статті, узгоджені з католиками, обговорені стисло. З цієї причини Ґреґор Брюк назвав цей текст еквівалентом Аугсбурзького сповідання. Проте Апологія — це не сповідування віри як таке, а скоріше теологічне обґрунтування Аугсбурзького сповідання, тобто полеміка зі схоластичним богослів'ям. Це також не науковий трактат — мова Апології є жвавою та емоційно насиченою, за рівнем полемічності вона гостріша, ніж Аугсбурзьке сповідання, хоча загалом виглядає делікатною та врівноваженою, що взагалі характеризувало стиль Меланхтона.
Основною та найкраще пропрацьованою є стаття про виправдання. У цій статті, як і в усіх інших, центральне місце посідають теми, характерні для лютеранства: Закон та Євангеліє, гріх і благодать, віра та виправдання. В підсумку, автор Апології не залишає сумнівів, яку статтю віри він вважає найважливішою — це “те, що ми навчаємо, що «люди здобувають відпущення гріхів не через свої власні заслуги, але задарма, заради Христа, через віру в Христа»”.

## Зміст
Далі перелічені основні розділи Апології разом зі статтею Аугсбурзького сповідання, яку захищає Меланхтон.
1. Щодо прабатьківського гріха — Стаття II
2. Щодо виправдання — Стаття IV
3. Щодо любові та виконання Закону
4. Щодо Церкви — Статті VII та VIII
5. Щодо покаяння — Стаття XII
6. Щодо сповіді та відпущення гріхів
7. Щодо кількості та використання Таїнств — Стаття XIII
8. Щодо людських традицій у Церкві — Стаття XV
9. Щодо шанування святих — Стаття XXI
10. Щодо обох форм під час Євхаристії — Стаття XXII
11. Щодо шлюбу священиків — Стаття XXIII
12. Щодо Меси — Стаття XXIV
13. Щодо чернечих обітниць — Стаття XXVII
14. Щодо церковної влади — Стаття XXVIII

Автор також посилається на деякі інші статті Аугсбурзького сповідання, які не вимагали широкого захисту. Це статті I, III, XVI, XVII, XVIII, XIX, XX.

## Видання тексту
Перше видання Апології Аугсбурзького сповідання було опубліковане наприкінці квітня - на початку травня 1531 р. у форматі кварто. Меланхтон продовжував редагувати його, особливо статті про виправдання, і випустив друге видання у вересні 1531 р. в форматі октаво. Деякі дослідники вважають його найкращою версією Апології. Проте в другому (розширеному) розділі Формули злагоди, що увійшла до офіційної збірки віровизнань Лютеранської церкви — Книги злагоди — цитується перше видання Апології. У німецькому виданні Книги злагоди 1580 року використано підготовлений Юстусом Йонасом вільний переклад Апології на основі пізніших виправлень Меланхтона. У 1560 році на Наумбурзькому рейхстазі лютеранські князі постановили використовувати лише першу редакцію ("editio princeps") Апології, тому саме її розмістили в латинському виданні Книги злагоди 1584 р.
Українською мовою текст Апології опублікований у складі Книги злагоди, в перекладі єпископа Української Лютеранської Церкви В'ячеслава Горпинчука. За основу взято німецький текст, у квадратних дужках додано вставки з латинської редакції.